# Sis dies de San Francisco
Els Sis dies de San Francisco era una cursa de ciclisme en pista, de la modalitat de sis dies, que es corria a San Francisco (Estats Units d'Amèrica). La seva primera edició data del 1919 i van durar fins al 1939.

## Palmarès
| Any      | Primers                          | Segons                             | Tercers                          |
| -------- | -------------------------------- | ---------------------------------- | -------------------------------- |
| 1917     | Jake Magin · Willy Spencer       | Percy Lawrence · Lloyd Thomas      | George Cameron · Harry Kaiser    |
| 1918-33  | No disputats                     |                                    |                                  |
| 1934 (1) | Jack McCoy · Piet van Kempen     | Henry O'Brien · Cecil Yates        | Franz Duelberg · Raoul Larazolla |
| 1934 (2) | Tony Shaller · Charles Winter    | Franz Duelberg · Bobby Echeverria  | Fred Spencer · Eddy Testa        |
| 1935 (1) | James Corcoran · Piet van Kempen | Henry O'Brien · Bobby Echeverria   | Jack McCoy · Lew Rush            |
| 1935 (2) | Henry O'Brien · Jack Sheehan     | Mike Rodak · Jerry Rodman          | Bobby Echeverria · Lew Rush      |
| 1936     | Henry O'Brien · Cecil Yates      | Tony Shaller · Lew Rush            | Fred Wagner · Franz Duelberg     |
| 1937 (1) | Jerry Rodman · Cecil Yates       | Eddy Testa · Freddy Zäch           | George Dempsey · Bobby Walthour  |
| 1937 (2) | George Bollaert · Jack McCoy     | Albert Sellinger · Oscar Sellinger | Harvey Black · Joe Devito        |
| 1938     | Douglas Peden · William Peden    | Jerry Rodman · Gerard Debaets      | Russell Allen · Henry O'Brien    |
| 1939     | Gustav Kilian · Heinz Vopel      | Henry O'Brien · Tino Reboli        | Fred Ottevaire · Jules Audy      |